# Рогозка
Рого́зка (укр. Рогізка) — село на Украине, находится в Чечельницком районе Винницкой области.
Население по переписи 2001 года составляет 1168 человек. Почтовый индекс — 24815. Телефонный код — 4351.
Занимает площадь 3,376 км².

## Адрес местного совета
24815, Винницкая область, Чечельницкий р-н, c. Рогозка, ул. Ленина, 225